# Tobias Ellebæk
Tobias Ellebæk (* 15. Mai 1992 in Mors) ist ein dänischer Handballspieler.

## Karriere

### Im Verein
Tobias Ellebæk spielte lange für Mors-Thy Håndbold und wechselte 2016 zu Aalborg Håndbold. Mit Aalborg wurde er 2017, 2019 und 2020 dänischer Meister und 2018 dänischer Pokalsieger. Ab Sommer 2020 spielte er für den deutschen Bundesligisten Frisch Auf Göppingen.  Mit Frisch Auf Göppingen erreichte er 2023 das Halbfinale in der EHF European League und belegte den dritten Platz. Nach der Saison 2023/24 wechselte er zum dänischen Erstligisten KIF Kolding. Mit Kolding stieg er 2025 in die zweithöchste dänische Spielklasse ab.

### In Auswahlmannschaften
Mit der dänischen Jugend-Nationalmannschaft gewann er die Bronze-Medaille bei der U18-Europameisterschaft 2010. Bei der U19-Weltmeisterschaft 2011 wurde er mit Dänemark Weltmeister. Mit der Junioren-Nationalmannschaft belegte er bei der U21-Weltmeisterschaft 2013 den 13. Platz. Sein Debüt für die A-Nationalmannschaft bestritt er im November 2015 gegen Spanien und erzielte bisher fünf Tore in drei Spielen.